# Филип Кљајић (фудбалер)
Филип Кљајић (Београд, 16. август 1990) српски je фудбалски голман.

## Каријера
Кљајић је прошао млађе категорије Црвене звезде. Сениорску каријеру је почео у Хајдуку са Лиона, а бранио је затим у Шумадији из Јагњила и Металцу из Горњег Милановца. У лето 2012. прешао је у Рад где је за годину и по дана наступио на 38 првенствених утакмица.
У фебруару 2014. је потписао за Партизан, али је првих шест месеци био на позајмици у Телеоптику. Био је стандардан на голу Партизана у сезони 2016/17. када је освојена дупла круна. Почео је и сезону 2017/18. као први голман, али је након повратка Владимира Стојковића поново постао други избор. За други део сезоне 2017/18. је позајмљен грчком Платанијасу. Након полусезоне у Грчкој, вратио се у Партизан где је у наредних годину и по дана углавном био резерва Владимиру Стојковићу. У јануару 2020. прешао је у јапанског друголигаша Омију Ардију. Средином јуна 2022. потписао је за Нови Пазар. Напустио је Нови Пазар у марту 2023. након конфликта са навијачима свог клуба. У јуну исте године прешао је у грузијског прволигаша Торпедо из Кутаисија.

## Трофеји

### Партизан
- Првенство Србије (2) : 2014/15, 2016/17.
- Куп Србије (3) : 2015/16, 2016/17, 2018/19.